# دانشگاه کاتولیکا
دانشگاه کاتولیکا (به اسپانیایی: Universidad Católica Nuestra Señora de la Asunción) یک دانشگاه در پاراگوئه است که در آسونسیون واقع شده‌است.